# Rio Oticu
O Rio Oticu é um rio da Romênia afluente do Rio Buda.